# Zygostate (officiel byzantin)
Le zygostate (en grec : ζυγοστάτης, « celui qui pèse avec une balance » ; pluriel : ζυγοστάται, zygostatai) est un peseur public de monnaie dans l'Empire byzantin,. Selon la Lex Julia[Laquelle ?], il s'agit d'un fonctionnaire municipal dont la fonction est de vérifier la qualité des pièces d'or des solidi.

## Description
Le terme zygostate apparaît souvent dans les inscriptions et les papyri de la fin de l'Empire romain sous la forme de zygostates tes poleos (grec : ζυγοστάτης τῆς πόλεως , "peseur public de la ville"). L'empereur byzantin Justinien Ier (r. 527-565) considère les zygostates, dans son XIe édit, comme les principaux coupables de la modification de la pureté des pièces d'or. Certains sceaux impériaux portant le nom de zygostates sont conservés des VIe et VIIe siècles apr. J.-C.. Dans le Tactica[Lequel ?] des IXe et Xe siècles de notre ère, le zygostate est un membre appartenant au personnel du sacellaire, plutôt qu'un fonctionnaire urbain,,. L'épithète « impérial » est accordée aux zygostates sur un sceau byzantin datant du VIIe siècle apr. J.-C.. Sur la base de ces preuves, John Bagnell Bury suppose qu'au VIIe siècle, les zygostates commencent à examiner et à peser les pièces qui arrivent au trésor impérial byzantin.
Le moine, saint orthodoxe et higoumène byzantin, Théodore le Studite, décrit la zygostasia, ou le lieu impérial où travaillent les zygostates, comme une entreprise rentable. Quant à Christophe de Mytilène, il loue un zygostate nommé Eustathios comme le fondateur d'une église et « l'un des grands chartulaires ».
Le terme zygastikon (grec : ζυγαστικόν), attesté dans un faux privilège accordé à la ville de Monemvasia en 1316, fait référence à l'un des paiements habituels versés aux inspecteurs de péage pour mesurer et peser les marchandises. Sur le plan fonctionnel, le zygastikon n'a rien de commun avec les zygostates du sacellaire . 